# غادة عيادي
غادة عيادي (مواليد 10 أغسطس 1992) لاعبة كرة قدم تونسية تلعب في مراكز مهاجمة ووسط هجومي وظهير أيمن لصالح النصر والمنتخب التونسي.

## الإنجازات
مع النصر:
- الدوري السعودي الممتاز للسيدات: 2022–23،[5] 2023–24[6]

## المسيرة الدولية
مثّلت عيادي تونس على المستوى الأول، بما في ذلك فوزين ودّيين خارج الديار على الأردن في يونيو 2021.

### الأهداف الدولية
القائمة تشمل أهداف تونس أولاً
| رقم | التاريخ       | الملعب                             | الخصم   | النتيجة | النهائي | المنافسة               | مرجع |
| --- | ------------- | ---------------------------------- | ------- | ------- | ------- | ---------------------- | ---- |
| 1   | 3 سبتمبر 2021 | ملعب المقاولون العرب، القاهرة, مصر | الجزائر | 1       | 2–2     | كأس العرب للسيدات 2021 |      |

## روابط خارجية
- غادة عيادي على الأرشيف الرياضي العالمي